# Slagschaduw

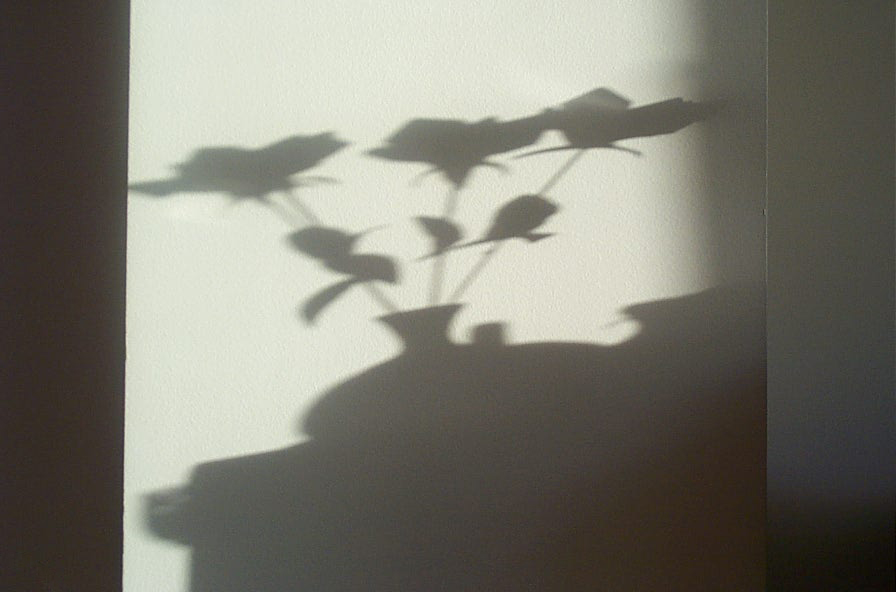
Schaduw op een muur

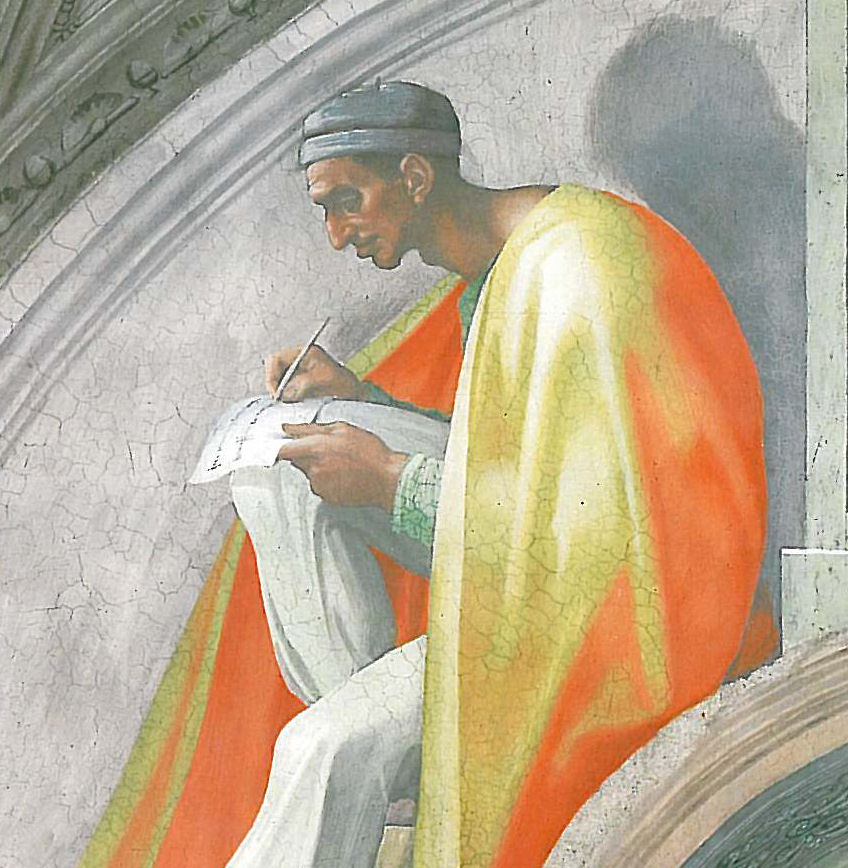
Michelangelo maakte gebruik van schaduwen in zijn fresco's

Een slagschaduw (ook schim) is de schaduw die een object werpt op een ondergrond of een ander voorwerp. Dit kan bijvoorbeeld een lantaarnpaal zijn, die een schaduw werpt op een muur. Naast slagschaduw kent men ook eigen schaduw (dit is de niet belichte kant van een voorwerp). De suggestie van schaduw is in de beeldende kunst een belangrijk beeldend middel om de werkelijkheid plastisch weer te geven.
Meer specifiek wordt, als gesproken wordt over een slagschaduw, gedoeld op de slagschaduw van een windmolen, zoals een klassieke molen of een windturbine. In dat geval is sprake van een bewegende slagschaduw.

## Slagschaduw in de kunst
In de kunst of in de fotografie wendt men het beeldaspect slagschaduw veel aan om plasticiteit of een idee van ruimtelijkheid weer te geven. 
De menselijke hersenen zijn niet goed in staat zelf de slagschaduwen nauwkeurig te bedenken, daarom is het niet noodzakelijk de slagschaduw nauwkeurig af te beelden. Een vlak van een slagschaduw kan dan ook zonder problemen een andere vorm krijgen dan in werkelijkheid wordt gezien.  Daarmee kan de vorm van de slagschaduw gebruikt worden als element in de compositie.
Soms wordt in de schilderkunst voor het schilderen van de slagschaduw de kleur omber gebruikt, maar daarbij kan de kleur doodslaan. Beter is het om zelf een donkere kleur te mengen, bijvoorbeeld door de kleur van het voorwerp dat de slagschaduw veroorzaakt te mengen met de complementaire kleur van de kleurencirkel.

## Slagschaduw bij windturbines

### Hinder

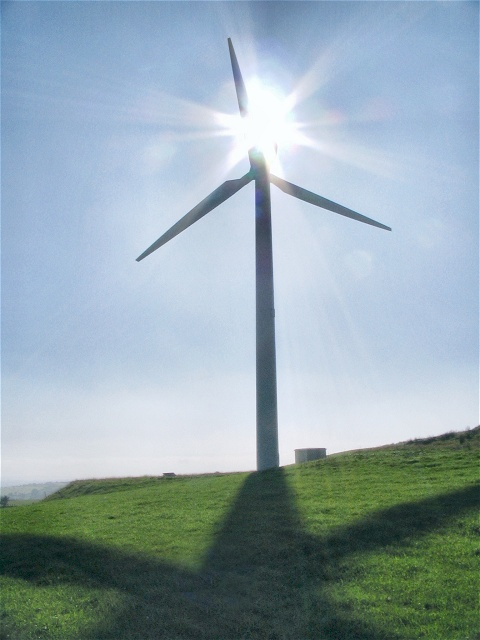
Windturbine op een heuvel. Slagschaduw is de lichtflikkering veroorzaakt door de passerende wieken.

Indien de slagschaduw van een windturbine op bijvoorbeeld het raam van een huis of een kantoor valt, wordt deze vaak als hinderlijk ervaren. Bij de bouw van een windturbine nabij woningen of bouw van woningen nabij een windturbine(park) dient dan ook goed rekening gehouden te worden met de slagschaduw. In Vlaanderen en Nederland bestaat hierover wetgeving.

### Bepaling van de hinder
De hinder door slagschaduw wordt vooraf berekend door het studiebureau. Op een zogenaamd "slagschaduwkalender" kan worden afgelezen op welke dagen en op welk moment van de dag slagschaduw op een bepaalde locatie kan vallen. Dit  is de maximale slagschaduw die kan optreden, want in praktijk is er niet altijd zon en is er niet altijd wind om de molen te laten draaien. 

### Relevante wetgeving
Hinder door slagschaduw wordt zowel in Vlaanderen als in Nederland beperkt op twee manieren: de maximale slagschaduw die een huis of kantoor kan hebben per dag, en per jaar. In Vlaanderen mag er maximaal 30 minuten per dag slagschaduw optreden, en daarnaast maximaal 8 uur per jaar. In Nederland wordt het aantal dagen met méér dan 20 minuten slagschaduw beperkt tot 17. Dit wordt vaak vereenvoudigd tot maximaal 6 uur slagschaduw per jaar.
Windturbines zijn uitgerust met apparatuur die slagschaduw kan opvolgen. Die slagschaduwmodules laten de turbine dan stilvallen als de limiet (6 of 8 uur) overschreden wordt.

## Galerij

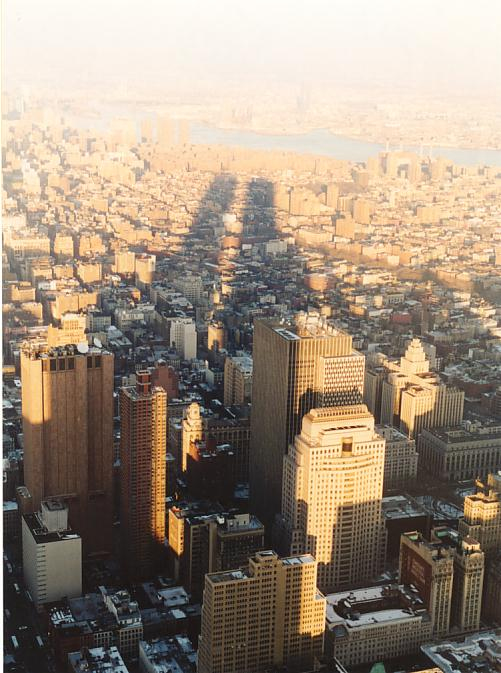
De schaduw van het World Trade Center over New York
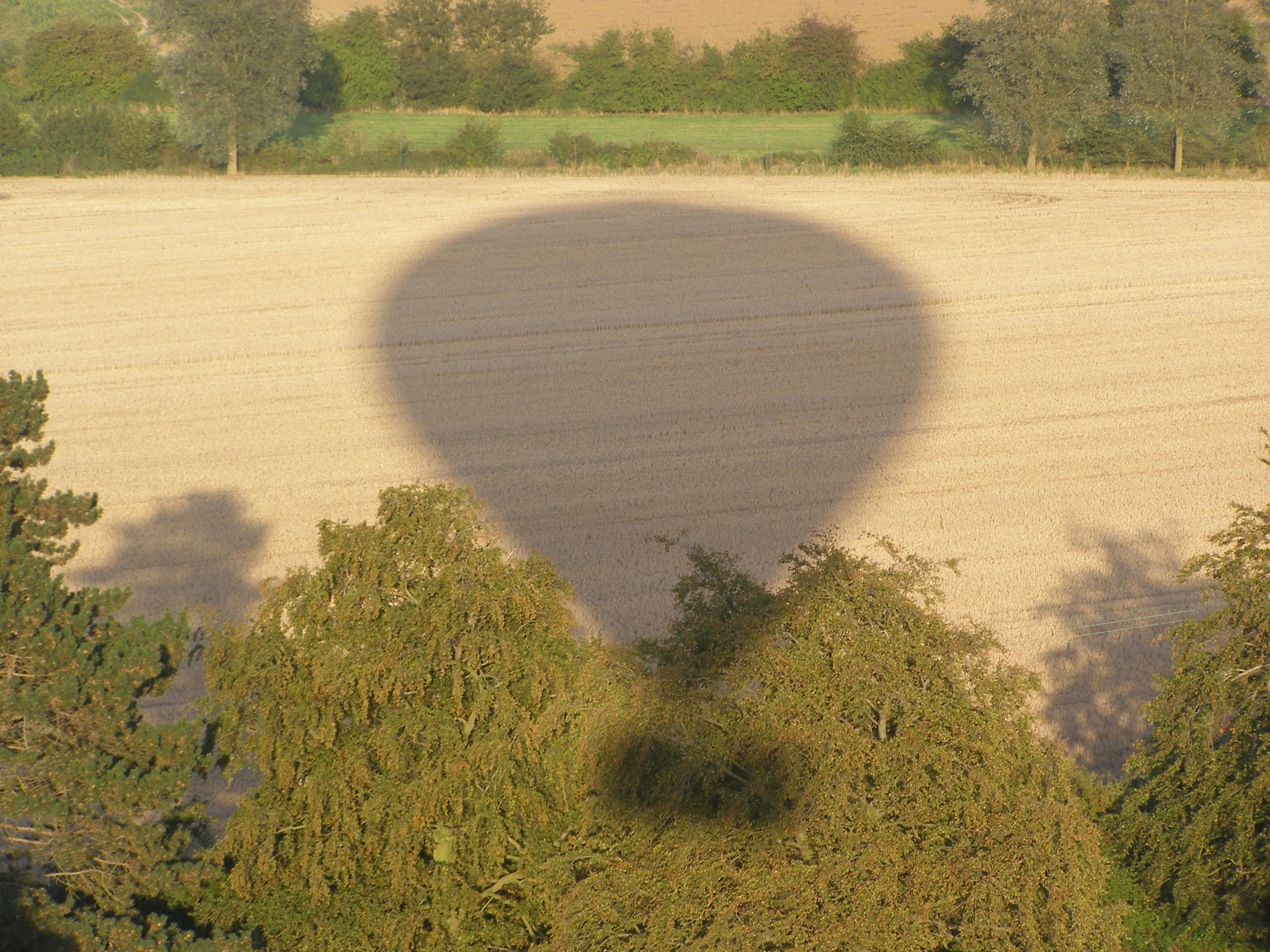
Schaduw van een heteluchtballon op bomen en de grond
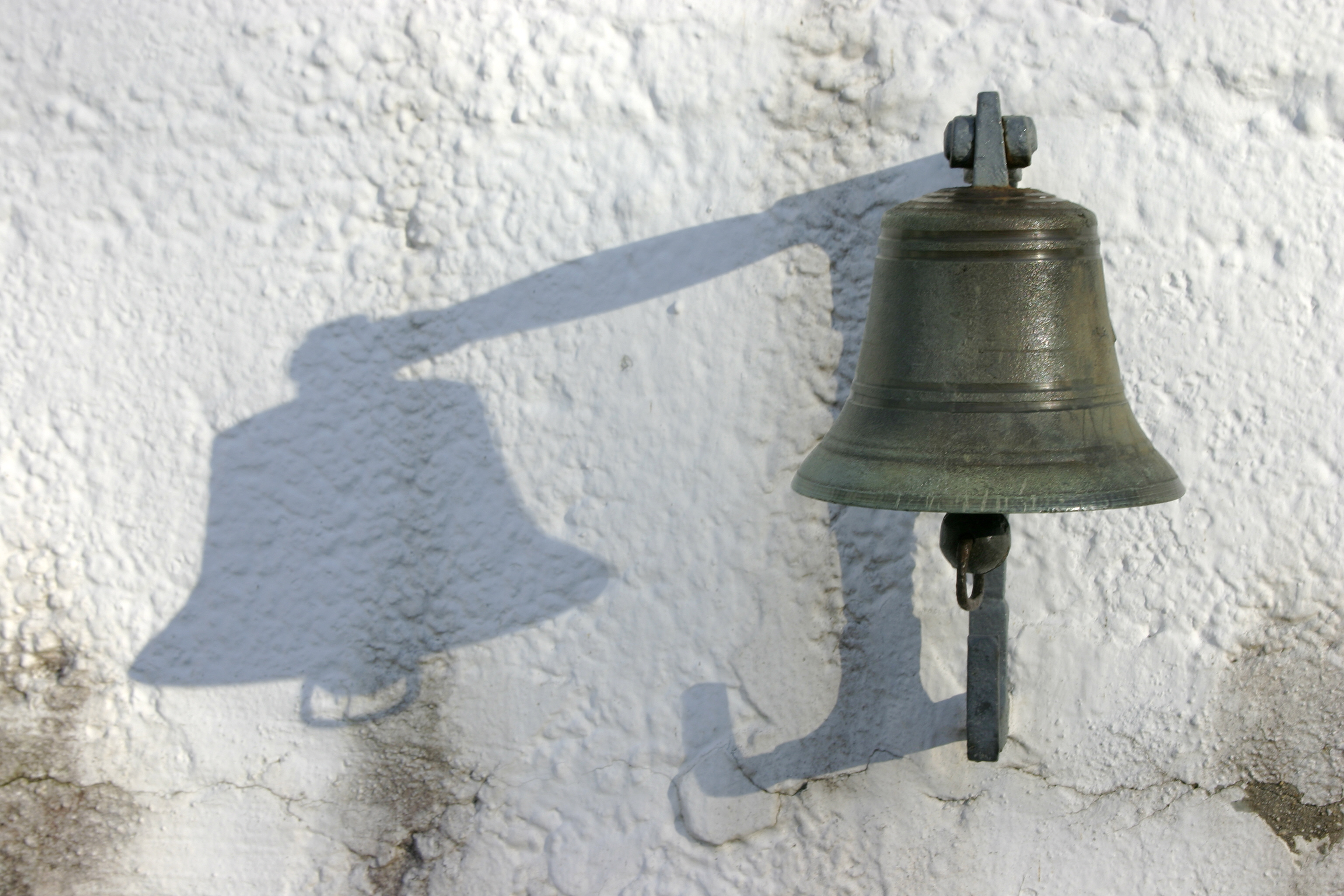
De schaduw van een bel op een muur
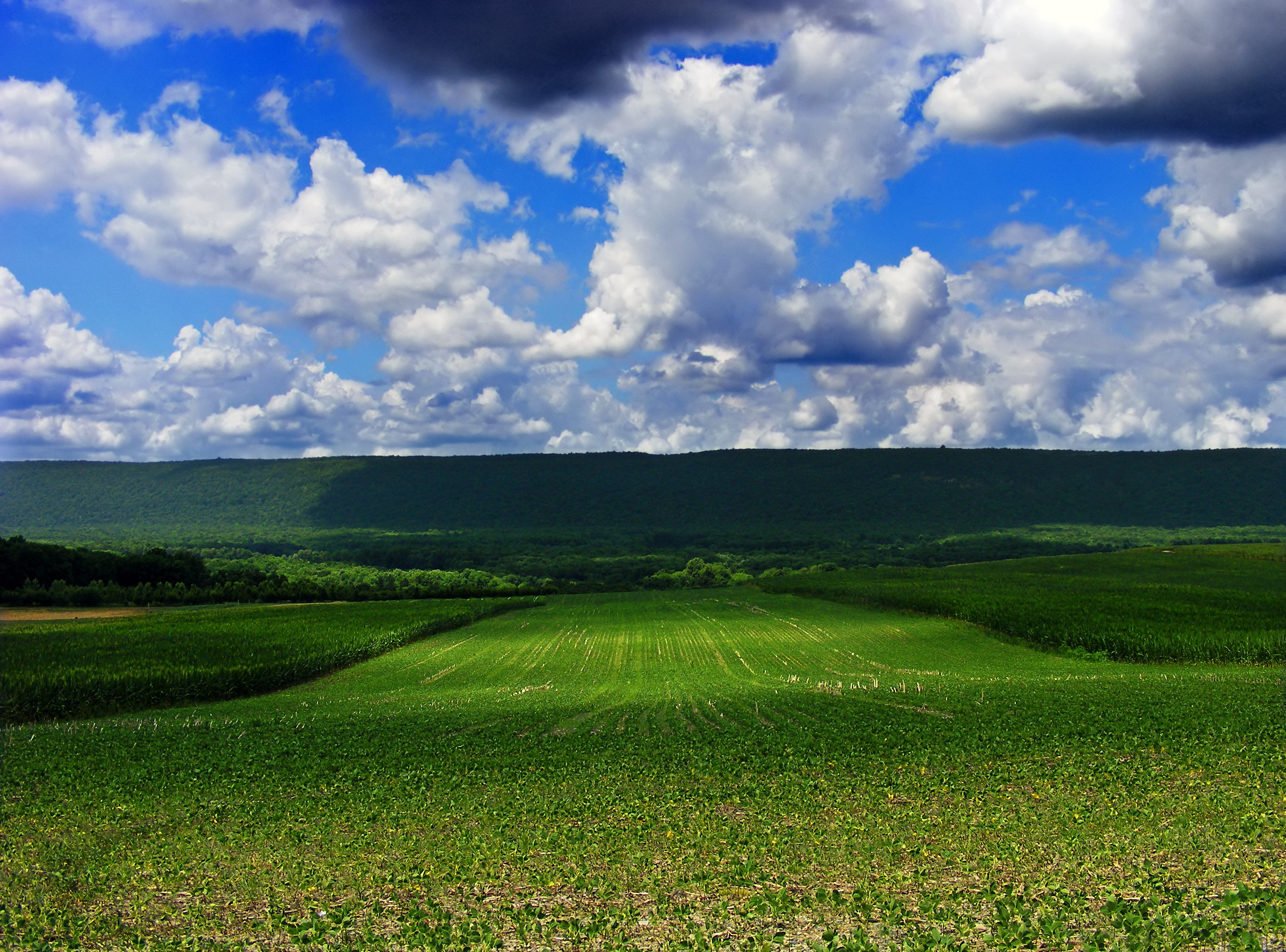
Schaduw van wolken
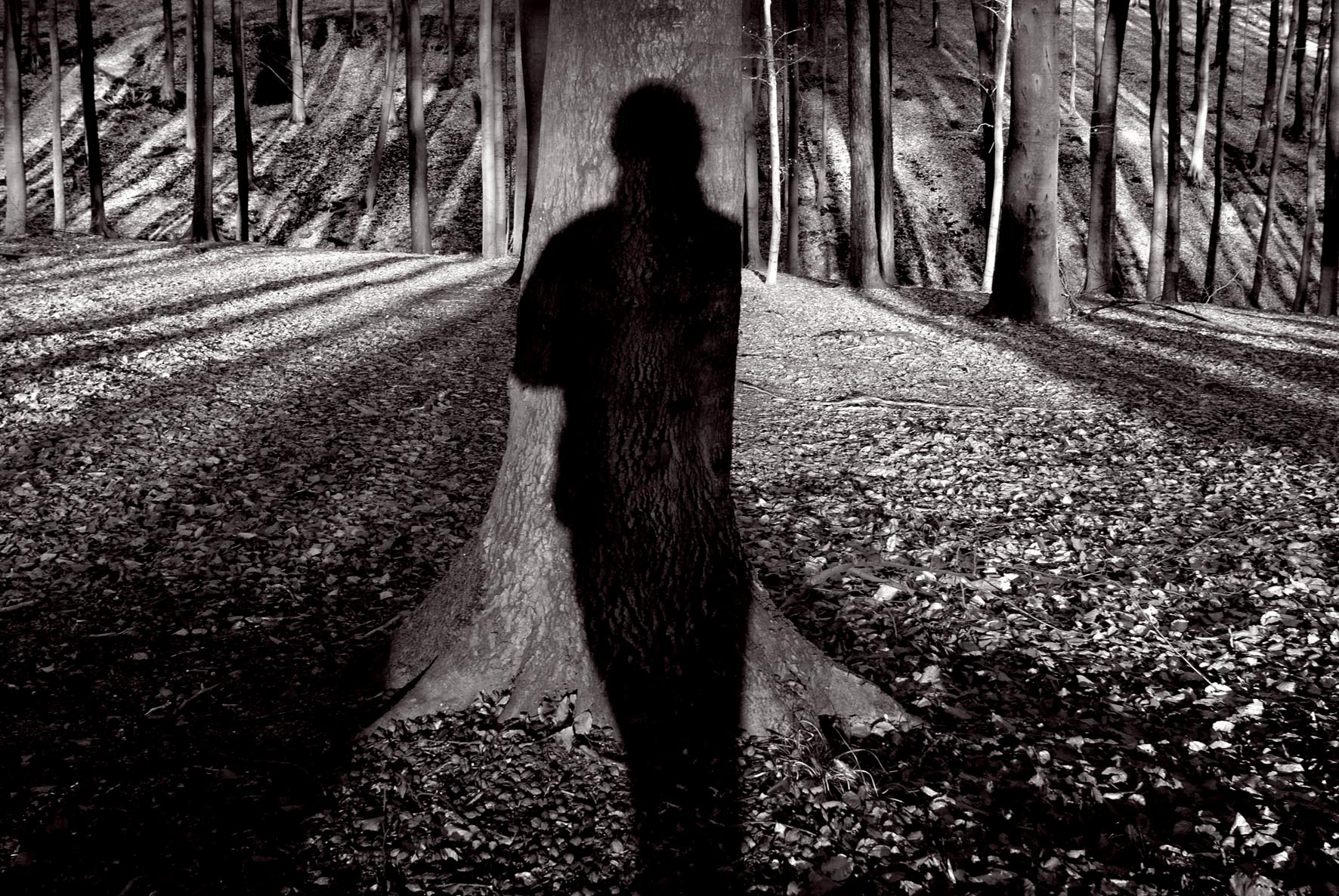
Fotograaf Michiel Hendryckx, zelfportret.